# Heavy Petting Zoo
Heavy Petting Zoo é o sexto álbum de estúdio da banda NOFX, lançado a 30 de Janeiro de 1996. 

## Faixas
Todas as faixas por Fat Mike. 
1. "Hobophobic (Scared of Bums)" – 0:48
2. "Philthy Phil Philanthropist" – 3:10
3. "Freedom Like a Shopping Cart" – 3:43
4. "Bleeding Heart Disease" – 3:36
5. "Hot Dog in a Hallway" – 2:50
6. "Release the Hostages" – 2:29
7. "Liza" – 2:55
8. "What's the Matter with Kids Today?" – 1:13
9. "Love Story" – 2:37
10. "The Black and White" – 3:36
11. "Whatever Didi Wants" – 3:00
12. "August 8th" – 1:35
13. "Drop the World" – 3:22

## Paradas
Álbum
| Paradas (1996) | Melhor posição |
| -------------- | -------------- |
| Billboard 200  | 63             |

## Créditos
- Fat Mike - Vocal, baixo
- Eric Melvin - Guitarra
- El Hefe - Guitarra, trompete
- Erik Sandin - Bateria